# Messa cantata
La messa cantata (in latino, Missa cantata) è quella forma della messa tridentina in cui il sacerdote celebrante canta quelle parti della messa che secondo il Messale Romano gli spetta cantare, senza l'assistenza dei sacri ministri diacono e suddiacono.
Si distingue perciò dalla messa solenne e dalla messa bassa., rispetto alle quali costituisce una forma intermedia.
Prima della revisione nel 1962 del Messale Romano, Il Ritus servandus in celebratione Missae VI, 8 riconosceva esplicitamente questa forma cantata della messa tridentina senza diacono e suddiacono: "Si quandoque Celebrans cantat Missam sine Diacono et Subdiacono, Epistolam cantet in loco consueto aliquis Lector...".

## Denominazione
La messa cantata era chiamata nel medioevo anche messa media, denominazione ancora in uso, insieme a quella di missa cantata, nei XVIII, XIX e XX secoli.
Nei documenti della Santa Sede, prima della promulgazione nel 1960 del Codice delle Rubriche del Breviario e del Messale Romano, la messa cantata era generalmente denominata con qualifiche quali «messa cantata senza ministri sacri».
È del 19 agosto 1654 il più antico dei decreti concernenti la messa cantata elencati nell'indice di una edizione dei decreti della Sacra Congregazione dei Riti.

## Storia
La messa cantata ebbe origine nelle regioni dove l'insufficienza numerica del clero consigliava di ridurre e di semplificare le cerimonie della messa solenne, affidando fra l'altro al sacerdote celebrante le funzioni proprie del diacono e del suddiacono.
Nella Catholic Encyclopedia del 1910, Adrian Fortescue spiegava:
Il Codice delle Rubriche del Breviario e del Messale Romano del 1960 espressamente permise l'uso dell'incenso in tutte le messe cantate.
Con la revisione nel 1969 del Messale Romano si abbandonò la distinzione netta fra messa cantata e messa letta. L'Ordinamento generale del Messale Romano dice:
Dichiara inoltre che sia molto conveniente che le parti della preghiera eucaristica indicate in musica siano cantate dal sacerdote.